# Morro d'Alba
Morro d'Alba é uma comuna italiana da região dos Marche, província de Ancona, com cerca de 1 763 habitantes. Estende-se por uma área de 19 km², tendo uma densidade populacional de 93 hab/km². Faz fronteira com Belvedere Ostrense, Monte San Vito, San Marcello e Senigália.

## Demografia
| Variação demográfica do município entre 1861 e 2011                               |
|                                                                                   |
| Fonte: Istituto Nazionale di Statistica (ISTAT) - Elaboração gráfica da Wikipedia |